# HMS Belleisle (1876)
Pour les autres navires du même nom, voir HMS Belleisle.
Le HMS Belleisle est une corvette cuirassée de type navire à batterie centrale de la classe Belleisle (en) de la Royal Navy.

## Description
Le navire est construit à l'origine pour l'Empire ottoman sous contrat, conçu par l'architecte naval ottoman Ahmed Pacha sous le nom de Peik-i-Sheref. Il est construit par Frères Samuda à Cubitt Town. Cependant, en 1878, il est acheté par le gouvernement britannique alors qu'il est encore en construction, en réaction à la guerre russo-turque. Son sister-ship, le HMS Orion, est également acheté par le gouvernement britannique alors qu'il est encore en construction.
Il est destiné à transporter des canons de calibre 10 pouces, et le premier changement enregistré est l'agrandissement des supports pour accueillir des canons de 25 tonnes (c'est-à-dire des canons de calibre 12 pouces). D'autres modifications majeures sont la construction de soutes à charbon supplémentaires, l'installation de cabines d'officiers supplémentaires et l'installation d'appareils de lancement de torpilles.
L'artillerie principale est disposée dans une batterie octogonale placée au centre avec deux canons sur chaque faisceau. Les supports de tir sont disposés de telle sorte qu'il est possible de tirer deux canons vers l'avant, vers l'arrière et sur un relèvement limité de chaque côté. Il y a des zones limitées à l'avant et à l'arrière du faisceau où un seul canon peut être amené à porter ; comme l'armement principal de ce navire, tel qu'il fut conçu, est son bélier, cela est considéré par son concepteur comme une limitation acceptable.
Étant plus petits que les autres cuirassés britanniques contemporains, lui et le HMS Orion ont une portée, une vitesse et un armement relativement limités. Cependant, ils sont d'abord accueillis par la presse navale comme étant peu coûteux, ne coûtant que la moitié de celui d'un cuirassé de la classe Audacious et un tiers du HMS Inflexible, mais une fois que ses inconvénients sont devenus évidents, ils sont condamnés dans l'opinion populaire et navale.

## Histoire
Il est mis en service le 2 juillet 1878 et sert pendant les quatorze années suivantes comme navire de la garde côtière à Kingstown, en Irlande. Sa seule activité là-bas est l'entraînement au tir quatre fois par an, la croisière annuelle de l'escadron et un radoub à Devonport. Le 18 juillet 1886, il s'échoue sur le Pwllerochan Flat, dans le port de Milford Haven. Il est renfloué plus tard dans la journée.
En 1887, alors qu'il est stationné dans le port de Kingstown, le commandant invite l'ensemble du Water Wag (en) Club à monter à bord le 21 juin pour célébrer le jubilé d'or de la reine Victoria. Le club décline l'invitation, car il est en croisière vers Dalkey Island et ne souhaitent pas manquer la marée favorable.
Il est mis en radoub dans la réserve "B" en avril 1893, descendant dans la réserve de la flotte en mai 1894. Il est de nouveau en radoub en mai 1900 et converti en navire cible.
Après avoir survécu aux coups de feu du HMS Majestic dans lesquels des obus remplis de lyddite furent testés, il est remorqué jusqu'à Portsmouth. Là, il est utilisé pour tester l'effet des canons de calibre 6 pouces et de 9,2 pouces, et des torpilles. Les expériences de torpilles doivent démontrer l'effet protecteur de la cellulose contre ces armes ; on s'attendait à ce que la cellulose gonfle et bouche les trous causés par les torpilles. Cela ne se produit pas et le Belleisle s'enfonce dans la boue. Il fut relevé difficilement en octobre 1903 et vendue à la ferraille à l'Allemagne.